# Proprietà pubblica
La proprietà pubblica è una proprietà dedicata all'uso pubblico ed è un sottoinsieme di proprietà statali. Il termine può essere usato sia per descrivere l'uso a cui è destinata la proprietà sia per descrivere il carattere della sua proprietà (posseduta collettivamente dalla popolazione di uno Stato).
Essa è in contrasto con la proprietà privata, che appartiene ad una singola persona o ad entità private che rappresentano gli interessi finanziari delle persone, tra cui le aziende. La proprietà statale, chiamata anche proprietà pubblica, è proprietà dello Stato, piuttosto che di un individuo o di una comunità.